# Elwood-Magnolia
Elwood-Magnolia ist eine Stadt innerhalb des Mullica Townships im Atlantic County, New Jersey, USA. Bei der Volkszählung von 2000 wurde eine Bevölkerungszahl von 1.392 registriert.

## Geographie
Nach dem United States Census Bureau hat die Stadt eine Gesamtfläche von 8,3 km², wobei keine Wasserflächen miteinberechnet sind.

## Demographie
Nach der Volkszählung von 2000 gibt es 1.392 Menschen, 427 Haushalte und 333 Familien in der Stadt. Die Bevölkerungsdichte beträgt 166,9 Einwohner pro km². 56,75 % der Bevölkerung sind Weiße, 13,79 % Afroamerikaner, 0,36 % amerikanische Ureinwohner, 0,86 % Asiaten, 0,22 % pazifische Insulaner, 23,13 % anderer Herkunft und 4,89 % Mischlinge. 36,85 % sind Latinos unterschiedlicher Abstammung.
Von den 427 Haushalten haben 39,8 % Kinder unter 18 Jahre. 56 % davon sind verheiratete, zusammenlebende Paare, 15 % sind alleinerziehende Mütter, 21,8 % sind keine Familien, 16,9 % bestehen aus Singlehaushalten und 6,8 % der Bevölkerung ist älter als 65. Die Durchschnittshaushaltsgröße beträgt 3,17, die Durchschnittsfamiliengröße 3,55 Personen.
30,2 % der Bevölkerung sind unter 18 Jahre alt, 8,7 % zwischen 18 und 24, 30 % zwischen 25 und 44, 22,8 % zwischen 45 und 64, 8,4 % älter als 65 Jahre. Das Durchschnittsalter beträgt 34 Jahre. Das Verhältnis Frauen zu Männer beträgt 100:101,2, für Menschen älter als 18 Jahre beträgt das Verhältnis 100:97,2.
Das jährliche Durchschnittseinkommen der Haushalte beträgt 42.105 USD, das Durchschnittseinkommen der Familien 44.688 USD. Männer haben ein Durchschnittseinkommen von 31.516 USD, Frauen 24.167 USD. Der Prokopfeinkommen der Stadt beträgt 13.678 USD. 24,5 % der Bevölkerung und 22,4 % der Familien leben unterhalb der Armutsgrenze, davon sind 42 % Kinder oder Jugendliche jünger als 18 Jahre und 27,3 % der Menschen sind älter als 65 Jahre.